# Perris Benegas
Perris Benegas (* 22. Juli 1995 in Reno, Nevada) ist eine US-amerikanische BMX-Freestyle-Fahrerin. 2018 war sie Weltmeisterin in der olympischen Variante Park.

## Sportlicher Werdegang
Benegas stammt aus Reno und kam durch ihre Brüder zum BMX-Freestyle. Sie machte zunächst durch Videos auf sich aufmerksam. Als BMX-Freestyle Mitte der 2010er Jahre in den Radsport-Weltverband UCI aufgenommen wurde, begann sie, an deren Wettbewerben teilzunehmen. Bei den Urban-Cycling-Weltmeisterschaften 2018, der zweiten Ausgabe dieser Wettkämpfe, gewann sie den Titel im BMX-Freestyle; sie ist damit (Stand 2023) die einzige Fahrerin außer Hannah Roberts, der dies gelang. Auch 2019, 2021 und 2022 stand sie im WM-Finale, blieb jedoch ohne Medaille. Bei den Panamerika-Meisterschaften im BMX-Freestyle war sie 2019 auf dem zweiten Platz.
Benegas nahm am olympischen BMX-Freestyle-Wettkampf 2021 statt, als dieser erstmals ausgetragen wurde. In der Qualifikation war sie noch Zweite, im Finale verpasste sie mit dem vierten Platz knapp das Podium. 2022 war sie erstmals US-Meisterin, wobei sie Weltmeisterin Hannah Roberts auf den zweiten Platz verwies. Im UCI-BMX-Freestyle-Weltcup stand sie bei mehreren Runden auf dem Podium, konnte aber noch keine gewinnen; 2019 war sie in der Gesamtwertung Zweite. In der Olympischen Qualifikationsserie 2024 belegte sie den dritten Platz und errang so einen Platz im olympischen Freestyle-Wettkampf von Paris, wo sie im Finale Zweite hinter Deng Yawen wurde.

## Erfolge
2018
 Weltmeisterschaften
2019
 Panamerika-Meisterschaften
2022
 US-amerikanische Meisterin
2024
 Olympische Spiele